# Mantis Bug Tracker

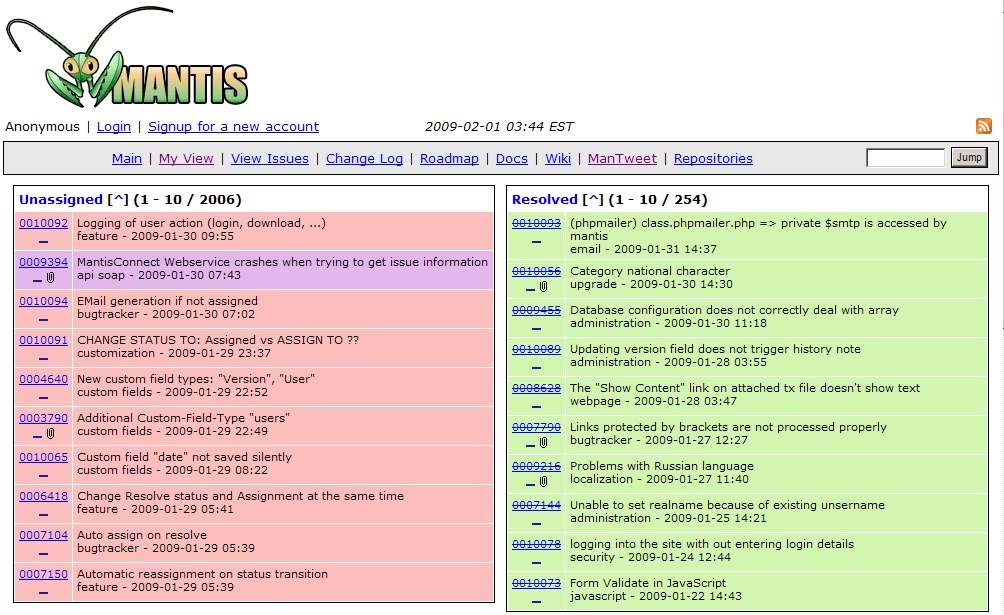
Interfejs systemu Mantis Bug Tracker

Mantis Bug Tracker (MantisBT) – system zgłaszania i śledzenia błędów (bug tracker) na licencji GNU General Public License (GPL). Do pracy wymaga dowolnego serwera WWW obsługującego PHP oraz jednego z popularnych serwerów baz danych (MySQL, PostgreSQL i inne).

## Podstawowe funkcje
- uwierzytelnianie użytkowników w oparciu o mechanizm domyślnego uwierzytelnienia  Mantis, LDAP i inne
- obsługa ponad 60 wersji językowych (w tym języka polskiego)
- nadawanie użytkownikom zróżnicowanych uprawnień
- automatyczne powiadomienia wysyłane pocztą elektroniczną
- możliwość tworzenia raportów i statystyk
- zapis listy zgłoszeń w formacie Word i Excel
- automatyczne tworzenie listy zmian do wersji (ang. changelog) oraz mapy drogowej (ang. roadmap)

## Wymagania
- dowolny system operacyjny (Windows, Unix/Linux, MacOS i inne)
- serwer WWW z obsługą PHP4 (Mantis 1.1.x) lub PHP5 (Mantis 1.2.x)
- serwer baz danych MySQL, PostgreSQL, DB2, MS SQL lub Oracle